# Оргаев, Николай Оргаевич
Никола́й Орга́евич Орга́ев (калм. Орһан Николай, 1920 г., Садовое, Сарпинский район, Калмыцкая автономная область — 1996 г., Элиста, Калмыкия, Россия) — калмыцкий рапсод, сказитель калмыцкого эпоса «Джангар», джангарчи, заслуженный работник культуры Российской Федерации (1995), заслуженный деятель культуры Калмыкии.

## Биография
Николай Оргаев родился в 1920 году в селе Садовое, Калмыцкая автономная область. В 1927 году семья Николая Оргаева переехала в село Ханата Малодербетовского района. Окончил шестилетнюю школу. Отслужив в рядах Советской Армии, Николай Оргаев занимался культурно-просветительской деятельностью. До начала Великой Отечественной войны жил в Ханате. В декабре 1943 года во время депортации калмыков Николай Оргаев был сослан в Сибирь.
После возвращения на родину в 1957 году Николай Оргаев работал в области культуры. Организовал в Ханате фольклорный ансамбль.
В 1986 году Николай Оргаев переехал в Элисту, где основал фольклорный ансамбль «Нарн».
В 1990 году Николай Оргаев принимал участие в конкурсе джангарчи и был удостоен звания «Заслуженный деятель культуры Калмыкии».
В 1995 году Николай Оргаев удостоен звания «Заслуженный работник культуры Российской Федерации».

## Творчество
Николай Оргаев принадлежал к сказительной школе Ээлян Овла, которая не предусматривала импровизации в исполнении калмыцкого эпоса. Кроме калмыцкого эпоса в репертуаре Николая Оргаева были легенды, народная сатира и сказка «Девушка Намджил», которую он исполнял постоянно на своих выступлениях.